# Мечеть Ала ад-Дина (Синоп)

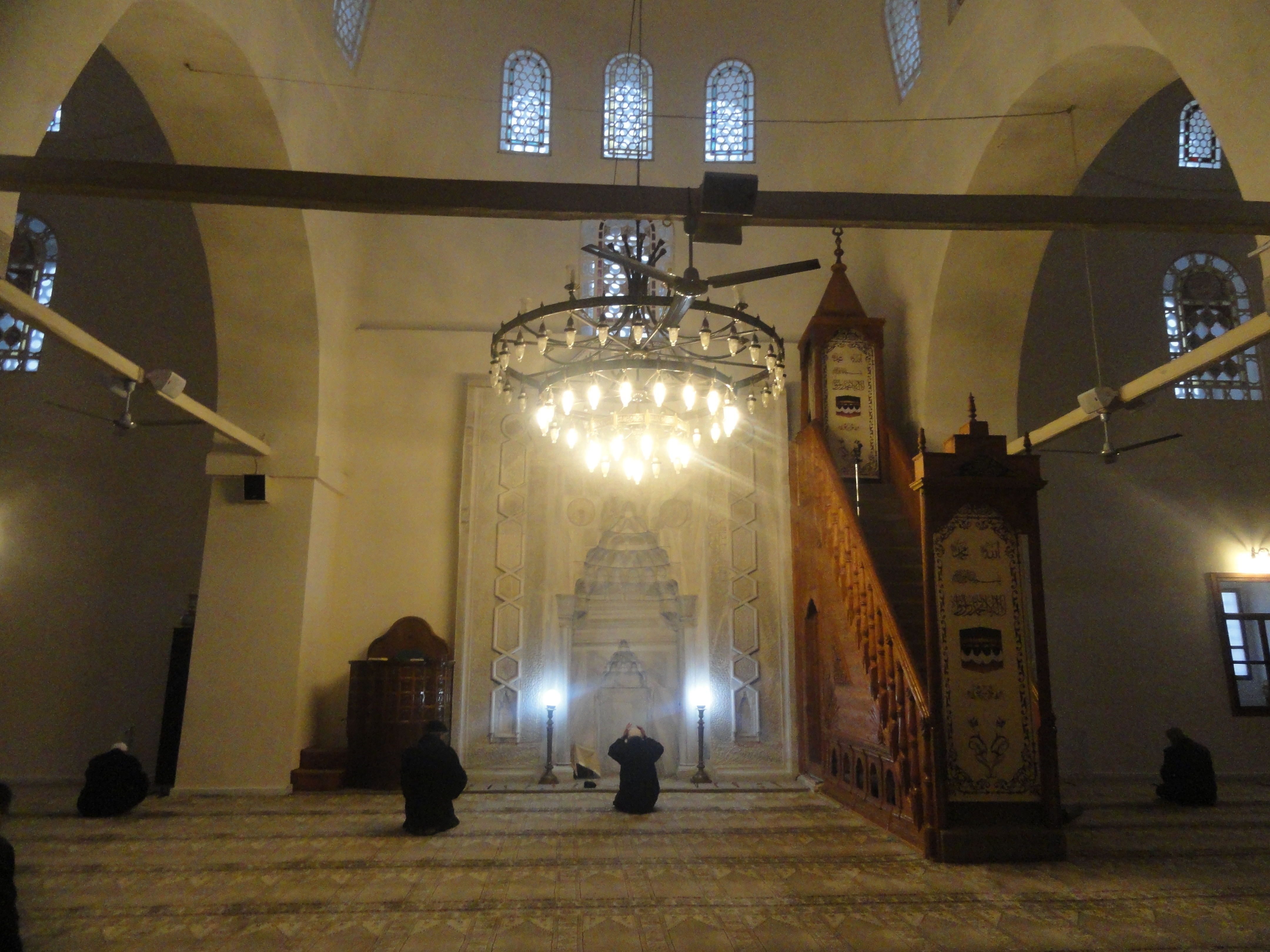
Михраб мечети Алааддина в Синопе

Мечеть Ала ад-Дина (тур. Alâeddin Camii) — историческая мечеть в Синопе (Турция), крупнейшая мечеть Северной Анатолии сельджукского периода. Известна также как Арабская мечеть или Большая мечеть.

## Расположение
Мечеть находится в историческом центре Синопа. Она была построена в центре Синопского полуострова в начале XIII века. Ещё одно историческое здание, Медресе Перване, находится к северу от мечети.

## История
Синоп был важным портом на Чёрном море в средние века. Город был захвачен Кайкаусом из Конийского султаната турок-сельджуков в 1214 году. Мечеть была введена в эксплуатацию его братом Ала ад-Дином Кейкубатом I в 1220-х годах и носит его имя. Опекуном здания мечети был Атабег Эседюддин Айас, визирь анатолийского бейлика, который сбежал из своего бейлика после государственного переворота и укрылся у сельджуков. Но после того, как Мануил I отвоевал Синоп, большая часть мечети была разрушена.
Турки-сельджуки восстановили контроль над городом в 1264 году, а визирь сельджуков Перване восстановил мечеть в 1267 году. Город был захвачен Джандаридами, и в 1340-х годах Ибрагим Джандаридский построил гробницу в северо-восточном углу двора мечети. В 1385 году Байязид Джалал ад-Дин расширил мечеть. Синоп, как и остальные земли Джандаридов, были захвачены Османской империей в 1460-х годах. Во время османского владычества мечеть неоднократно ремонтировали. В 1850-х годах Туфан-паша, османский губернатор Синопа, восстановил мечеть после землетрясения, которое повредило купол.
Последняя реставрация мечети состоялась в 2008-9 годах.

## Здание

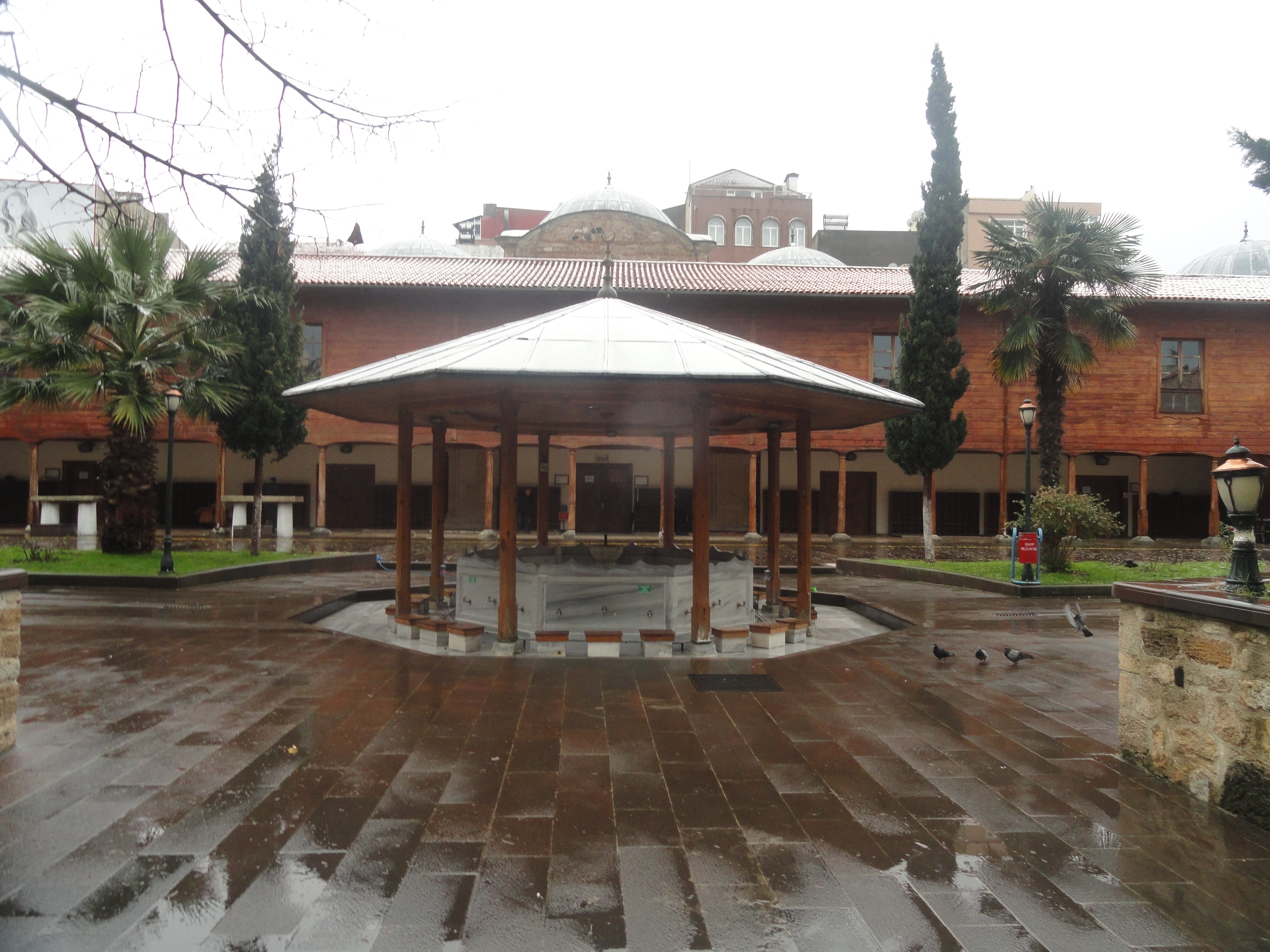
Двор мечети Ала ад-Дина в дождливую погоду

Территория мечети представляет собой квадрат, треть которого — 66 х 22 м2 — занимает здание мечети, а две трети — 66 х 44 м2 — двор. Прямоугольный план здания мечети отличается от более поздних османских мечетей. Двор мечети окружён 12-метровой стеной. Три выхода устроены на западе, севере и на востоке. Фонтан для омовений находится в центре двора.
Мечеть имеет три основных купола и два меньших купола. Серьёзный ущерб зданию принесло землетрясение 1853 года, во время реставрации в 1860-х годах оригинальный мраморный минбар мечети был отправлен в Стамбул. Находящийся в здании деревянный минбар является более поздним дополнением.